# 佐久間勝種
佐久間 勝種（さくま かつたね、生没年不詳）は、江戸時代の人物。佐久間氏の一族。信濃長沼藩主佐久間勝之の3男。通称は源四郎。子の佐久間盛遠は、甥の佐久間勝興の養子になっている。
慶安3年（1650年）閏10月9日、将軍徳川家光が浅草へ鷹狩りに赴く途上で駕籠訴を行い、出仕を願った。これが許され、同月14日、御書院番に列せられ蔵米300俵を賜る。
天和2年（1682年）8月11日、番頭組頭からの訴えにより取り調べを受け、牧野教成にお預けとなり、21日に遠流となった。